# Station Białki Siedleckie
Station Białki Siedleckie is een spoorwegstation in de Poolse plaats Białki.